# Podine
Podine (olaszul: Pòdina) falu Horvátországban Šibenik-Knin megyében. Közigazgatásilag Šibenikhez tartozik.

## Fekvése
Šibeniktől légvonalban 16, közúton 19 km-re délkeletre, Dalmácia középső részén, a Šibeniket Trogirral összekötő 56-os számú főút mentén fekszik.

## Története
A falunak 1880-ban 83, 1910-ben 133 lakosa volt. Az első világháború után rövid ideig az Olasz Királyság, ezután a Szerb-Horvát-Szlovén Királyság, majd Jugoszlávia része lett. A ljubitovicai plébániához tartozott, majd 1934-től a vrpoljei plébánia része lett. Lakossága mezőgazdaságból, szőlőtermesztésből élt. A délszláv háború során a település mindvégig horvát kézen volt. 2011-ben 26 lakosa volt.

## Lakosság
| Lakosság változása | Lakosság változása | Lakosság változása | Lakosság változása | Lakosság változása | Lakosság változása | Lakosság változása | Lakosság változása | Lakosság változása | Lakosság változása | Lakosság változása | Lakosság változása | Lakosság változása | Lakosság változása | Lakosság változása | Lakosság változása |
| ------------------ | ------------------ | ------------------ | ------------------ | ------------------ | ------------------ | ------------------ | ------------------ | ------------------ | ------------------ | ------------------ | ------------------ | ------------------ | ------------------ | ------------------ | ------------------ |
| 1857               | 1869               | 1880               | 1890               | 1900               | 1910               | 1921               | 1931               | 1948               | 1953               | 1961               | 1971               | 1981               | 1991               | 2001               | 2011               |
| 0                  | 0                  | 83                 | 94                 | 98                 | 133                | 130                | 221                | 181                | 195                | 226                | 187                | 120                | 59                 | 39                 | 26                 |

## Nevezetességei
Páduai Szent Antal tiszteletére szentelt temetőkápolnája a településről északnyugatra található. Körülötte fekszik a falu a temetője.